# Clochers du Portalet
Les Clochers du Portalet sont un sommet en Suisse culminant à 2 985 mètres d'altitude. Il se caractérise par son pilier sud-est, nommé Petit Clocher du Portalet (2 823 m) qui comporte des voies d'escalade réputées.

## Géographie
Le Portalet possède deux sommets secondaires bien individualisés à l'est : le Grand Clocher du Portalet (2 983 m) et le Petit Clocher du Portalet (2 823 m) pyramide verticale de granite orangé qui comporte des voies d'escalade de très haut niveau. Un gendarme est bien visible sur l’arête nord-est, nommé la Chandelle du Portalet (3 281 m).

## Premières ascensions
- 25 juillet 1890 : Clocher du Portalet, arête ouest par Albert Barbey, Joseph Copt et Justin Bessart.
- 26 août 1897 : Petit Clocher du Portalet par Maurice Crettez et Émile Revaz.
- 6 septembre 1902 : Chandelle du Portalet par Guillaume Rossier et Maurice Crettez.
- 23 juillet 1958 : Petit Clocher du Portalet, face est par Michel Vaucher et Italo Gamboni.
- 1962 - Petit Clocher du Portalet (val Ferret), voie Darbellay par Michel Darbellay et  son frère Daniel Darbelley (ABO+, 6c obligatoire).
- 1967 - Petit Clocher du Portalet, voie Esprit de Clocher par Michel Darbelley et L. Frotte (ED+, 6b obligatoire).
- 26 juillet 1983 : Petit Clocher du Portalet, face nord par C. et Y. Rémy.